# معقول كلي
المعقول الكلي هو الذي يطابق صورة في الخارج، كالإنسان والحيوان والضاحك.